# Andi Hoti
Pour les articles homonymes, voir Hoti.
Andi Hoti, né le 2 mars 2003 à Uster, est un footballeur international kosovar qui évolue au poste de défenseur central au Dynamo Dresden en prêt du FC Magdebourg.

## Biographie

### Carrière en club
Né à Uster en Suisse, Andi Hoti est formé par le FC Zurich avant de rejoindre en janvier 2020 l'Inter Milan,, où il s'illustre avec l'équipe de Primavera, signant son premier contrat professionnel avec le club de Serie A,,. Il commence sa carrière professionnelle en prêt au SC Fribourg, jouant avec l'équipe reserve en championnat d'Allemagne de troisième division.
En juillet 2023, il est transféré au FC Magdebourg en championnat d'Allemagne de deuxième division,. Il joue son premier match avec l'équipe première du club le 14 août 2023, lors d'une victoire 2-1 contre le SSV Jahn Ratisbonne en coupe d'Allemagne,.

### Carrière en sélection
Hoti est international avec l'équipe d'Albanie des moins de 17 ans, avant de changer de nationalité sportive pour le Kosovo, avec qui il joue jusqu'aux espoirs,.
En août 2023, Hoti est convoqué pour la première fois avec l'équipe senior du Kosovo. Il honore sa première sélection le 18 novembre 2024, remplaçant Edon Zhegrova lors d'une victoire 1-0 contre la Lituanie en Ligue des nations,.